# Мехтоїди

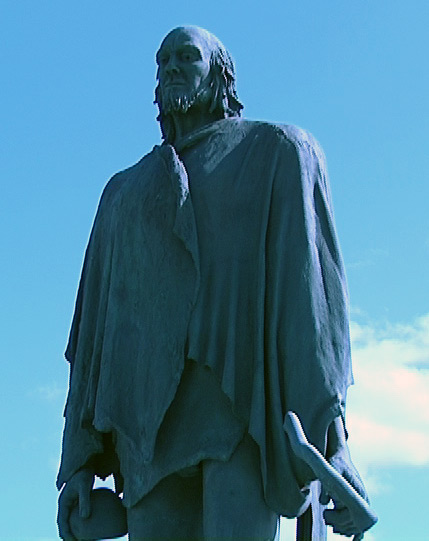
Статуя Бенкомо (правителя гуанчів) на острові Тенерифе

Мехто́їди (фр. Mechtoides), або афалу-мехто́їдна ра́са, раса Мехта-Афалу (англ. Mechta-Afalou) — доісторична підраса європеоїдної раси, що в епоху верхнього палеоліту і мезоліту проживала в Північній Африці (іберо-мавританська культура). Тип Мехта ще інколи називають африканським кроманьйонцем.
Відрізнялись масивною будовою, доволі високим і пологим лобом, доліхо- або мезокранією, потужними надбрівними дугами, широким, низьким і ортогнатним обличчям, у деяких окремих випадках мали неандертальські особливості будови потилиці. У структурі носа сильне виступання поєднувалось із відносною шириною.
Зразком для виділення та характеристики типу слугували скелети з могильників Тарофальт (Марокко, 13.9 — 11.9 тис. р. т.), Афалу-бу-Руммель (Алжир, 13.1 — 11.5 тис. р. т.) і Мекта-ель-Арбі (Алжир, 10 — 7.5 тис. р. т.), пізніше схожість почала простежуватись у багатьох інших археологічних пам'ятках. Поширення обмежено Магрибом і північно-західною Сахарою.
Можливо, тип Мехта виник на заході Африки, оскільки кількість скелетів, що відносяться до нього, збільшується в Північній Африці у напрямку до Атлантичного океану. Капсійська культура, що прийшла на зміну цьому типові, частково була створена тими ж людьми, доказом чого є Мекта-ель-Арбі, але існує думка, що, можливо, на початку голоцена в Магрибі з'являється інший тип людей — протосередземноморський, що увірвався зі сходу та приніс каспійську культуру на ці землі. Тип Мехта-Афалу відрізняють від більш грацильного і просунутого мехтоїдного. У середині голоцену сліди типу Мехта поступово згладжуються, переходячи в мехтоїдний варіант.
Згідно з однією з гіпотез, мехтоїди мігрували на територію Африки з території Іберійського (Піренейського) півострова в епоху останнього зледеніння. Предметом для дискусій залишається точний час цього переселення і, як результат, належність до мехтоїдів атерійської культури, яка хронологічно і територіально передувала іберо-мавританській. Присутність мехтоїдів засвідчено на заході Північної Африки в епоху магрибського неоліту.
Мехтоїдів асимільовано в епоху неоліту (ранньої бронзової доби) носіями афразійських мов (середземноморська раса). Представники мехтоїдної раси були предками(разом з берберами) гуанчів — жителів Канарських островів, що вимерли після приходу іспанців у XVI—XVII ст. н. е. від занесених європейцями хвороб. Судячи з усього, тип Мехта став основою сучасного кабільського населення Північно-Західної Африки, тому що їхні основні характеристики схожі, з тою поправкою, що сучасні кабіли мезокранні і набагато більш грацильніші, ніж люди епіпалеоліту.